# Gwiazda Afryki
Gwiazda Afryki (ang. Africa Star) – gwiazda Wspólnoty Brytyjskiej przyznawana za udział w II wojnie światowej w Afryce, zaliczana do medali kampanii brytyjskich.

## Zasady nadawania
Gwiazda była nadawana za minimum jeden dzień służby w działaniach bojowych na obszarze Afryki pomiędzy 10 czerwca 1940 a 12 maja 1943.
Służba morska na Morzu Śródziemnym i na Malcie również upoważniała do jej otrzymania.

### Klamry
- 8 Armia – za służbę między 23 października 1942 a 12 maja 1943.

Na wstążce umieszczona jest klamra z napisem  8th ARMY.
Na baretce umieszczona jest pozłacana arabska cyfra 8.
- 1 Armia – za służbę między 23 października 1942 a 12 maja 1943.

Na wstążce umieszczona jest klamra z napisem  1st ARMY.
Na baretce umieszczona jest pozłacana arabska cyfra 1.
- North Africa 1942-43 – za służbę w marynarce wojennej, RAF, dowództwie 18. Armii lub marynarce handlowej między 23 października 1942 a 12 maja 1943.

Na baretce umieszczona jest srebrna rozeta w kształcie róży heraldycznej.

## Opis
Sześcioramienna gwiazda z brązu o wysokości 44 mm i szerokości 38 mm.
W centrum znajduje się okrągła tarcza z monogramem królewskim GRI VI i królewską koroną. W otoku napis: The Africa Star
Wstążka była opracowana przez Króla Jerzego VI.
Pas koloru płowożółtego reprezentuje piasek pustyni, ciemny błękit – Royal Navy,  czerwony – armię brytyjską i jasnoniebieski – Royal Air Force.